# إيرنيستو ألاركون تروخيو
إيرنيستو ألاركون تروخيو هو سياسي مكسيكي، ولد في 11 مارس 1956 في Atzalan Municipality ‏ في المكسيك. نشط حزبياً في الحزب الثوري المؤسساتي. وقد انتخب عضو مجلس النواب المكسيك ‏.